# Juan Velarde
Juan Velarde (* 19. September 1974 in Madrid, Spanien) ist ein spanischer Kunstflugpilot, der aktuell in der Red Bull Air Race Weltmeisterschaft startet.

## Karriere

### Anfänge
Nachdem er die weiterführende Schule abgeschlossen hatte, zog Velarde nach Anchorage in Alaska, wo er einen privaten Pilotenkurs absolvierte. Danach kehrte er nach Spanien zurück und begann seine Flugkarriere. Er schleppte Segelflieger und begann gleichzeitig seine Ausbildung zum Berufspilot in Madrid sowie in Florida.
Juan Velarde gehört zu den besten spanischen Kunstfliegern seiner Generation und war seit den Anfängen des Red Bull Air Race ein begeisterter Zuschauer der schnellsten Rennserie der Welt. Der Madrilene, der 2010 die spanische Kunstflugmeisterschaft gewann, wurde bereits früh durch seinen Vater, ein Boeing 747 Pilot, an das Fliegen herangeführt.

### Wettbewerbskunstflug

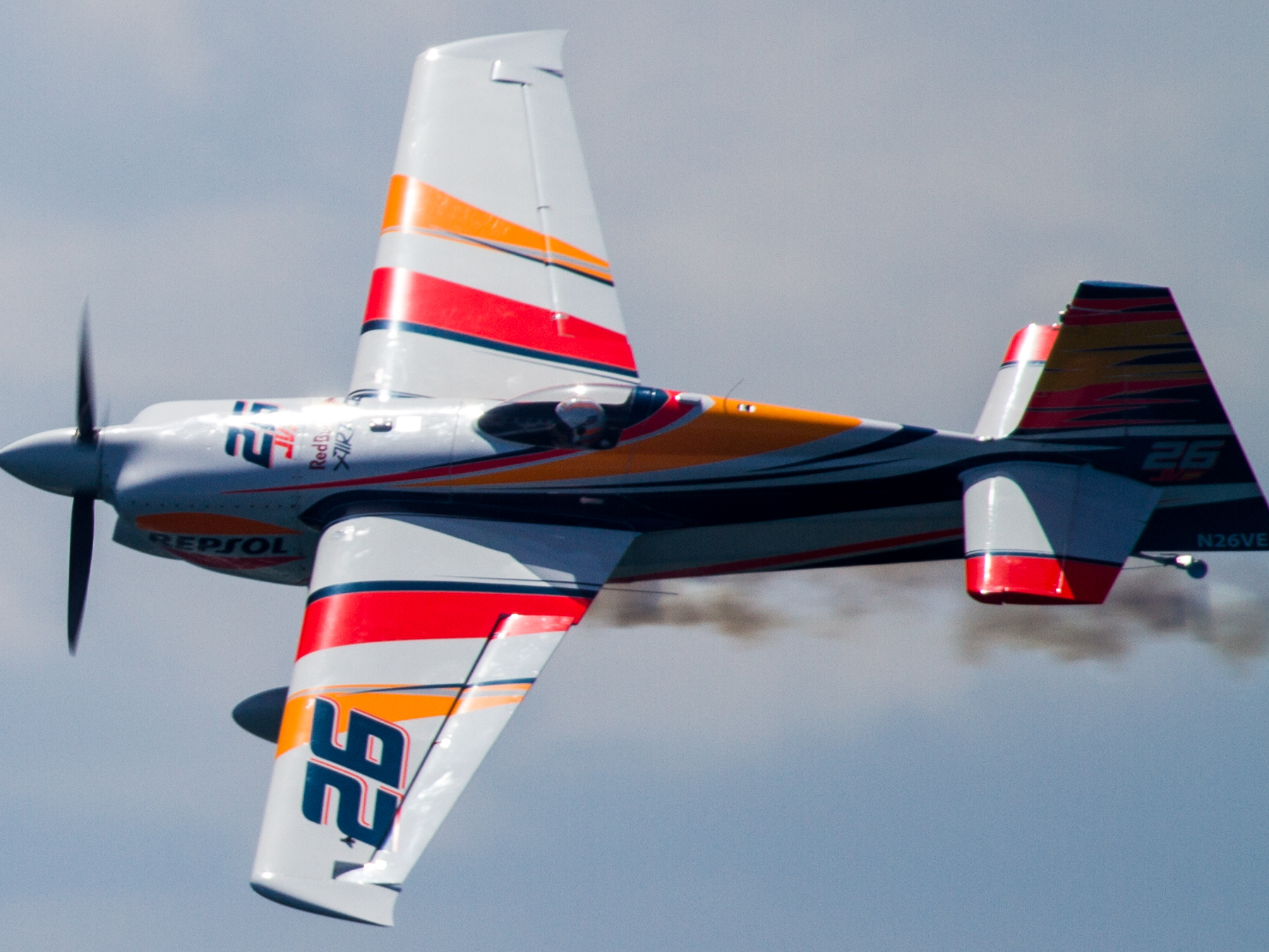
Zivko Edge 540 V2 von Juan Velarde beim Red Bull Air Race 2017 in Chiba

1999 fing er schließlich mit dem Kunstfliegen an und trat bereits kurze Zeit später dem spanischen Kunstflug-Nationalteam bei, für das er in einer Suchoi Su-29 antrat. Zwischen 2004 und 2001 nahm er an allen Kunstflug Welt- und Europameisterschaften teil.
2006 wechselte Velarde schließlich in die Suchoi Su-26, ein Einsitz-Flugzeug, womit er 2007 die Silbermedaille im Team bei den Kunstflug-Weltmeisterschaften gewann. Seit 2008 flog er sowohl alleine wie auch in Formationen überall auf der Welt in der Hoffnung, dass er eines Tages die Chance erhält, im Red Bull Air Race anzutreten. 2014 hat er diese erhalten, startete im Challenger Cup und wurde Achter. Nur ein Jahr später darf er bereits in der Master Class um WM-Punkte fliegen.
Obgleich es ihm gelang sich in seiner ersten Saison 2015 vor seinem Miteinsteiger in dieser Klasse François Le Vot zu platzieren, holte er in der ganzen Saison jedoch noch keinen einzigen WM-Punkt.

## Erfolge

### Red Bull Air Race Weltmeisterschaft

#### Challenger Class
| Jahr | 1  | 2        | 3  | 4     | 5                      | 6   | 7  | 8          | Punkte | Siege | Rang |
| ---- | -- | -------- | -- | ----- | ---------------------- | --- | -- | ---------- | ------ | ----- | ---- |
| 2014 | 3. | Kroatien | 4. | Polen | Vereinigtes Konigreich | DSQ | 4. | Australien | 14     | 0     | 8.   |

#### Master Class
| 2015 | 13. | 9.  | 13. | 13. | 11. | 11. | 13. | 9.  | 0     | 0 | 13. |
| 2016 | 10. | 14. | 5.  | 8.  | 11. | 9.  | 8.  | CAN | 14.25 | 0 | 11. |
| 2017 | 2.  | 11. | 10. | 9.  | 5.  | DNS | 4.  | 3.  | 56    | 0 | 8.  |
| 2018 | 11. | 6.  | 7.  | DNF | 4.  | 11. | 7.  | 7.  | 24    | 0 | 9.  |
| 2019 | 6.  | 11. | 5.  | 10. |     |     |     |     | 39    | 0 | 10. |

(Legende: CAN = Abgesagt; DNP = Nicht teilgenommen; DNS = Nicht gestartet; DNF = Nicht beendet; DSQ = Disqualifiziert)